# Типи розділів
Тип розділу диска (partition type або partition ID) – це показник (ідентифікатор), що зберігається у записі таблиці розділів накопичувача і визначає призначення або файлову систему цього розділу. У класичній схемі Master Boot Record (MBR) такий ідентифікатор є однобайтовим кодом, записаним у таблиці розділів, тоді як у сучасній GUID Partition Table (GPT) для цього використовується 128-бітний глобально унікальний ідентифікатор (GUID). Цей код (або GUID) не містить самих даних файлової системи – він лише слугує міткою, за якою операційна система та прошивка можуть розпізнати тип розділу і вирішити, як з ним поводитися. Іншими словами, тип розділу вказує, який очікуваний вміст або роль має розділ (наприклад, розділ з файловою системою NTFS, розділ підкачки Linux, системний завантажувальний розділ EFI тощо). 

## Історія та еволюція схем розмітки MBR і GPT
MBR (Master Boot Record) – історично перша широко використовувана схема розділення дисків на ПК. Вона була запроваджена 1983 року в PC DOS 2.0 для IBM PC-сумісних комп’ютерів. MBR займає перші 512 байтів диска і містить завантажувальний код BIOS та таблицю розділів. Таблиця розділів MBR складається максимум з чотирьох записів по 16 байт – через це MBR підтримує не більше 4 основних розділів (primary partitions). Щоб обійти це обмеження, була придумана концепція розширеного розділу: один з основних записів MBR може позначати розширений розділ (тип 0x05 або 0x0F), всередині якого розміщуються додаткові записи розділів (так звані логічні розділи) у спеціальних розширених завантажувальних записах (EBR). Окрім ліміту на кількість розділів, MBR має і інше суттєве обмеження – розмір адресації. Поля для адрес в таблиці MBR – 32-бітові, що при стандартному розмірі сектора 512 байт дає максимальний адресований обсяг близько 2,2 ТБ. Ця межа стала критичною з появою більших накопичувачів.
Для розв’язання обмежень MBR компанією Intel у рамках специфікації EFI (згодом UEFI) була розроблена схема GUID Partition Table (GPT). GPT стала частиною стандарту UEFI і мала на меті замінити застарілий MBR. GPT використовує 64-бітні поля для адрес, що дозволяє підтримувати диски надзвичайно великого розміру (теоретично до 8–9 зетабайт). Кількість розділів також не обмежена жорстко числом 4 – за замовчуванням GPT таблиця містить місце під 128 розділів (і це число можна збільшити, збільшивши розмір запису). Структурно GPT зберігає метадані на початку і в кінці диска (основна та резервна GPT), що підвищує надійність. Перехід на GPT почався в 2000-х: спершу на 64-бітових системах (Itanium) та у Mac OS X для Mac з процесорами Intel (з 2006), пізніше – у Windows (підтримка GPT-дисків з’явилась у Windows XP x64 Edition і Windows Vista). На сьогодні GPT підтримується всіма сучасними ОС, особливо вона є обов’язковою для завантаження в режимі UEFI на сучасних системах (Windows для UEFI-встановлення потребує GPT), тоді як MBR поступово витісняється.
Підсумовуючи, MBR – це стара схема розділів з обмеженнями 2 ТБ і 4 розділи, що використовує 1-байтові коди типів. GPT – сучасна схема без цих обмежень, частина стандарту UEFI, що використовує GUID-и типів розділів і зберігає дублікати метаданих для надійності.

## Коди типів розділів у MBR (система ідентифікаторів MBR)
У таблиці розділів MBR кожен запис розділу містить поле ідентифікатора типу в розмірі 1 байт (так званий partition type byte або system ID byte). Це поле знаходиться за зміщенням 0x04 у 16-байтовому записі розділу і задається у шістнадцятковому форматі (наприклад, 0x07, 0x83 тощо). Значення 0x00 зарезервовано для позначення незаповненого (вільного) запису таблиці, тобто відсутності розділу. Кожне інше ненульове значення теоретично відповідає певному типу розділу або файлової системи.
Спочатку ідея полягала в тому, що цей код типу MBR вказує, яка файлова система чи призначення розділу всередині нього (наприклад, FAT16, NTFS, Linux ext, Linux swap тощо). Завантажувачі операційних систем, читаючи таблицю розділів, перевіряють ці коди, щоб зрозуміти, чи містить розділ знайому файлову систему, яку можна змонтувати або з якої можна завантажитися. Наприклад, код 0x07 зазвичай означає розділ з файловою системою NTFS (Windows) або HPFS (OS/2), 0x83 – розділ Linux із файловою системою ext4/ext3/іншою, 0x82 – розділ підкачки Linux або розділ Solaris, а коди 0x0B/0x0C позначають розділи FAT32 для Windows/DOS. Деякі коди не прив’язані до конкретної ФС, а мають особливе призначення – так, 0x05 і 0x0F сигналізують, що розділ є розширеним і містить вкладену таблицю розділів (для логічних розділів), а код 0xEE (238) використовується для захисного розділу GPT (докладніше нижче).
Варто зазначити, що стандарту на призначення цих кодів фактично не існувало – їх визначали виробники ОС та ПЗ за домовленістю. За десятиліття різні системи призначили собі чимало однакових значень, через що виникли колізії та дублювання. Microsoft зарезервувала значну частину діапазону для своїх систем, а проте код 0x07 використовується відразу для кількох FS (NTFS, exFAT, OS/2 HPFS), а більшість дистрибутивів Linux для всіх своїх власних файлових систем традиційно використовують один і той же код 0x83 (називаючи його “Linux native”). Відсутність єдиного реєстру призвела до того, що деякі менш відомі ОС або утиліти використовують “вільні” значення на свій розсуд. Попри це, склалася певна загальноприйнята таблиця відповідностей кодів і систем. Нижче наведено таблицю з найбільш поширеними кодами розділів MBR та їх значеннями.

## GUID типів розділів у GPT
У схемі GPT концепція типу розділу реалізована інакше. Кожен запис розділу в таблиці GPT має поле розміром 16 байтів, що містить GUID типу розділу (Partition Type GUID). GUID – це глобально унікальний ідентифікатор, записаний у формі 128-бітного числа. Таким чином, кожен тип розділу GPT має власний унікальний GUID, спільний для всіх розділів цього типу. На відміну від MBR, де доступно лише 256 можливих значень типу, простір GUID практично необмежений, тож конфліктів між різними системами не виникає – кожен виробник ОС або програм може визначити новий GUID для свого типу розділу при потребі.
Запис GPT для розділу містить не лише GUID типу, а й окремий GUID самого розділу (унікальний для кожного екземпляра розділу). Перші 16 байтів визначають тип (тобто що це за розділ), а наступні 16 байтів – унікальний ідентифікатор конкретного розділу. Наприклад, EFI System Partition (системний розділ EFI) має типовий GUID C12A7328-F81F-11D2-BA4B-00A0C93EC93B – всі розділи EFI у світі записані з таким кодом типу. Натомість кожен конкретний розділ EFI ще матиме свій власний унікальний GUID (другі 16 байтів), який відрізняє його від інших розділів навіть того ж типу.
GUID типів розділів визначені в специфікаціях UEFI та документації ОС. Деякі ключові GUID встановлено стандартом UEFI Forum (загальні для всіх систем), інші зарезервовані виробниками (Microsoft, Apple, Linux-спільнота тощо). Наприклад, окрім згаданого розділу EFI, стандартними є GUID для «BIOS boot partition» – спеціального розділу для завантажувачів на GPT-дисках під BIOS (його GUID 21686148-6449-6E6F-744E-656564454649 має ASCII-послідовність “HNOVH…” і є впізнаваним), а також зарезервований всесистемний GUID “Unused Entry” (00000000-0000-0000-0000-000000000000), який означає порожній запис GPT (відсутній розділ).
Для кожної великої платформи визначено власні GUID типів розділів. У Microsoft для GPT-дисків використовуються, зокрема: Microsoft Reserved Partition (MSR) з GUID E3C9E316-0B5C-4DB8-817D-F92DF00215AE та Microsoft Basic Data (звичайний розділ даних NTFS/exFAT) з GUID EBD0A0A2-B9E5-4433-87C0-68B6B72699C7. Розділ відновлення Windows (Windows RE) має свій GUID DE94BBA4-06D1-4D40-A16A-BFD50179D6AC, а динамічні диски (Windows LDM) – два спеціальних GUID для метаданих і даних Logical Disk Manager. Linux-спільнотою зареєстровані GUID для основного розділу з даними (наприклад ext4 – 0FC63DAF-8483-4772-8E79-3D69D8477DE4), для розділу підкачки (0657FD6D-A4AB-43C4-84E5-0933C84B4F4F), для програмного RAID (A19D880F-05FC-4D3B-A006-743F0F84911E), LVM (E6D6D379-F507-44C2-A23C-238F2A3DF928) тощо. Apple для своїх Mac-комп’ютерів використовує низку власних GUID: наприклад, розділ з файловою системою HFS+ позначається GUID 48465300-0000-11AA-AA11-00306543ECAC (ASCII “HFS”), контейнер нової файлової системи APFS – GUID 7C3457EF-0000-11AA-AA11-00306543ECAC, розділ Recovery (Apple Boot) – 426F6F74-0000-11AA-AA11-00306543ECAC (ASCII “Boot”), тощо. Подібним чином, FreeBSD визначає окремі GUID для своїх розділів (UFS, ZFS, swap тощо), Solaris має власні GUID (наприклад, розділ кореня Solaris – 6A85CF4D-1DD2-11B2-99A6-080020736631) і т.д. Таким чином, GPT надає гнучкий і однозначний механізм ідентифікації типів розділів.
Нижче наведено узагальнені таблиці з найбільш поширеними кодами MBR та GUID GPT для різних типів розділів.

## Поширені коди типів розділів (MBR)
| Код MBR | Тип розділу (MBR)                    | Хто зарезервував ідентифікатор           | Примітки / Використання                                                                                          |
| ------- | ------------------------------------ | ---------------------------------------- | --- |
| 0x00    | Не використано (Empty)               | IBM                                      | Порожній запис таблиці (відсутній розділ)                                                                        |
| 0x01    | FAT12                                | IBM                                      | DOS 2.0+, дискети, невеликі розділи                                                                              |
| 0x04    | FAT16 < 32 МБ                        | Microsoft                                | DOS 3.0+ (малі томи FAT16)                                                                                       |
| 0x05    | Розширений розділ (Extended DOS CHS) | IBM                                      | DOS 3.3+ розширений розділ (ланцюжок EBR)                                                                        |
| 0x06    | FAT16 > 32 МБ                        | Compaq                                   | DOS 4.0+, Windows 9x (великі томи FAT16, до ~2 ГБ)                                                               |
| 0x07    | HPFS/NTFS/exFAT                      | Microsoft, IBM, Quantum Software Systems | OS/2, Windows NT/2000/XP+ основний розділ (NTFS); також використовується для exFAT, HPFS, і до 1988 року для QNX |
| 0x0B    | FAT32 (CHS)                          | Microsoft                                | Windows 95 OSR2, Windows 98 (Primary FAT32)                                                                      |
| 0x0C    | FAT32 (LBA)                          | Microsoft                                | Windows 98, ME, 2000+ (LBA-адресація для FAT32)                                                                  |
| 0x0E    | FAT16 (LBA)                          | Microsoft                                | Windows 95 OSR2+ (LBA для великого FAT16)                                                                        |
| 0x0F    | Розширений розділ (LBA)              | Microsoft                                | Розширений розділ з LBA-адресацією (DOS/Windows)                                                                 |
| 0x11    | Hidden FAT12 (прихований)            | IBM                                      | Прихований розділ FAT12 (утиліти, OEM) – не монтується Windows                                                   |
| 0x12    | Diagnostics (Комpaq)                 | Kompaq                                   | Сервісний розділ діагностики (OEM)                                                                               |
| 0x17    | Hidden NTFS (прихований)             | IBM, Microsoft                           | Прихований розділ NTFS (OEM recovery, сховано від ОС)                                                            |
| 0x1B    | Hidden FAT32 (прихований)            | IBM                                      | Прихований розділ FAT32 (OEM)                                                                                    |
| 0x27    | Windows Recovery (WinRE)             | Microsoft, Acer                          | Розділ відновлення Windows (Vista/7/8/10), прихований                                                            |
| 0x42    | Microsoft LDM (Dynamic Disk)         | Microsoft                                | Динамічний диск Windows (метадані LDM)                                                                           |
| 0x82    | Linux Swap / Solaris x86             | Linux                                    | Розділ підкачки Linux; в старих версіях Solaris x86 також використовувався цей код                               |
| 0x83    | Linux native (Linux filesystem)      | Linux                                    | Розділ з файловою системою Linux (ext2/3/4, xfs, btrfs тощо)                                                     |
| 0x85    | Linux Extended                       | Linux                                    | Розширений розділ Linux (альтернативний код до 0x05/0x0F)                                                        |
| 0x8E    | Linux LVM                            | Linux                                    | Розділ фізичного тома LVM (Linux Logical Volume Manager)                                                         |
| 0xA0    | IBM ThinkPad hibernation             | IBM                                      | Розділ гібернації (службовий для IBM/Lenovo)                                                                     |
| 0xA5    | FreeBSD                              | FreeBSD                                  | Розділ ОС FreeBSD (UFS)                                                                                          |
| 0xA6    | OpenBSD                              | OpenBSD                                  | Розділ ОС OpenBSD                                                                                                |
| 0xA8    | Apple Darwin UFS                     | Apple                                    | Розділ Mac OS X (Unix File System) – не HFS+                                                                     |
| 0xAB    | Apple Boot (Bootstrap)               | Apple                                    | Завантажувальний розділ Apple (Boot Camp/інсталятор)                                                             |
| 0xAF    | Apple HFS+                           | Apple                                    | Розділ Mac OS X HFS+ (Mac OS Extended) – основний том macOS                                                      |
| 0xBE    | Solaris x86 (старий)                 | Sun Microsystems                         | Розділ Solaris (версії до Solaris 8)                                                                             |
| 0xBF    | Solaris                              | Sun Microsystems                         | Розділ Solaris/illumos x86 (Solaris 8+, ZFS кореневий тощо)                                                      |
| 0xEE    | GPT Protective MBR                   | Microsoft                                | Захисний запис MBR для GPT-диска (покриває весь диск)                                                            |
| 0xEF    | EFI System Partition (MBR)           | Intel                                    | Розділ системи EFI на MBR-диску (FAT32, для UEFI)                                                                |

Примітка: Деякі значення кодів MBR позначені як “приховані” (hidden) – вони використовувалися для приховування розділів від ОС DOS/Windows. Наприклад, код 0x17 – це той самий тип, що і 0x07 (NTFS), але позначений як прихований (Windows не призначає йому букву диска). Аналогічно 0x1x – приховані варіанти FAT. Це застосовувалося OEM-виробниками для службових розділів або утиліт.

## Поширені GUID типів розділів (GPT)
| GUID (тип GPT)                       | Тип розділу / Призначення       | Примітки                                                            |
| ------------------------------------ | ------------------------------- | ------------------------------------------------------------------- |
| 00000000-0000-0000-0000-000000000000 | Unused Entry (незайнятий запис) | Порожній запис в таблиці GPT (відсутній розділ)                     |
| C12A7328-F81F-11D2-BA4B-00A0C93EC93B | EFI System Partition (ESP)      | Системний розділ EFI (FAT32). Містить завантажувач UEFI.            |
| 21686148-6449-6E6F-744E-656564454649 | BIOS Boot Partition             | Розділ для завантажувача BIOS на GPT (напр. GRUB Stage2)            |
| E3C9E316-0B5C-4DB8-817D-F92DF00215AE | Microsoft Reserved (MSR)        | Зарезервований розділ Microsoft (MSR), ~16 МБ, без файлової системи |
| EBD0A0A2-B9E5-4433-87C0-68B6B72699C7 | Microsoft Basic Data            | Основний розділ даних Windows (NTFS/exFAT)                          |
| DE94BBA4-06D1-4D40-A16A-BFD50179D6AC | Windows Recovery Environment    | Розділ відновлення Windows RE (прихований)                          |
| 5808C8AA-7E8F-42E0-85D2-E1E90434CFB3 | Microsoft LDM Metadata          | Метадані динамічного диска (Logical Disk Manager)                   |
| AF9B60A0-1431-4F62-BC68-3311714A69AD | Microsoft LDM Data              | Дані тому динамічного диска (LDM)                                   |
| E75CAF8F-F680-4CEE-AFA3-B001E56EFC2D | Microsoft Storage Spaces        | Розділ пулу Storage Spaces (Windows 8+)                             |
| 0657FD6D-A4AB-43C4-84E5-0933C84B4F4F | Linux Swap                      | Розділ підкачки Linux (swap)                                        |
| 0FC63DAF-8483-4772-8E79-3D69D8477DE4 | Linux Filesystem (Linux Data)   | Розділ з файловою системою Linux (ext4, xfs, etc.)                  |
| A19D880F-05FC-4D3B-A006-743F0F84911E | Linux RAID                      | Розділ програмного RAID (Linux MD RAID)                             |
| E6D6D379-F507-44C2-A23C-238F2A3DF928 | Linux LVM                       | Розділ фізичного тому Linux LVM                                     |
| 7FFEC5C9-2D00-49B7-8941-3EA10A5586B7 | Linux dm-crypt                  | Розділ шифрованого тому (без LUKS header)                           |
| CA7D7CCB-63ED-4C53-861C-1742536059CC | Linux LUKS                      | Розділ з шифруванням LUKS                                           |
| 8DA63339-0007-60C0-C436-083AC8230908 | Linux Reserved                  | Зарезервований розділ (не використовувати)                          |
| 48465300-0000-11AA-AA11-00306543ECAC | Apple HFS+ (Mac OS Extended)    | Розділ з файловою системою HFS+ (macOS)                             |
| 7C3457EF-0000-11AA-AA11-00306543ECAC | Apple APFS Container            | Розділ-контейнер APFS (том macOS 10.13+)                            |
| 55465300-0000-11AA-AA11-00306543ECAC | Apple UFS (Unix File System)    | Розділ з файловою системою UFS (старі версії macOS)                 |
| 52414944-0000-11AA-AA11-00306543ECAC | Apple RAID                      | Розділ програмного RAID Apple                                       |
| 426F6F74-0000-11AA-AA11-00306543ECAC | Apple Boot (Recovery HD)        | Розділ завантаження/відновлення macOS (Recovery)                    |
| 53746F72-6167-11AA-AA11-00306543ECAC | Apple Core Storage              | Розділ CoreStorage (HFS+ з FileVault)                               |
| 69646961-6700-11AA-AA11-00306543ECAC | Apple APFS Preboot              | Розділ Preboot (APFS, завантажувальні дані)                         |
| 52637672-7900-11AA-AA11-00306543ECAC | Apple APFS Recovery             | Розділ Recovery (APFS)                                              |
| 83BD6B9D-7F41-11DC-BE0B-001560B84F0F | FreeBSD Boot                    | Завантажувальний розділ FreeBSD                                     |
| 516E7CB4-6ECF-11D6-8FF8-00022D09712B | FreeBSD Disklabel               | Контейнер старої схемы BSD disklabel (FreeBSD)                      |
| 516E7CB5-6ECF-11D6-8FF8-00022D09712B | FreeBSD Swap                    | Розділ підкачки FreeBSD                                             |
| 516E7CB6-6ECF-11D6-8FF8-00022D09712B | FreeBSD UFS                     | Розділ з файловою системою UFS (FreeBSD)                            |
| 516E7CBA-6ECF-11D6-8FF8-00022D09712B | FreeBSD ZFS                     | Розділ з файловою системою ZFS (FreeBSD/PC-BSD)                     |
| 6A82CB45-1DD2-11B2-99A6-080020736631 | Solaris /boot                   | Завантажувальний розділ Solaris (x86)                               |
| 6A85CF4D-1DD2-11B2-99A6-080020736631 | Solaris Root                    | Основний розділ даних Solaris (root, ZFS)                           |
| 6A87C46F-1DD2-11B2-99A6-080020736631 | Solaris Swap                    | Розділ підкачки Solaris                                             |
| 6A8B642B-1DD2-11B2-99A6-080020736631 | Solaris Backup                  | Зарезервовано (Backup) Solaris                                      |
| 49F48D32-B10E-11DC-B99B-0019D1879648 | NetBSD Swap                     | Розділ підкачки NetBSD                                              |
| 49F48D5A-B10E-11DC-B99B-0019D1879648 | NetBSD FFS                      | Розділ з файловою системою FFS (NetBSD UFS)                         |
| 49F48D82-B10E-11DC-B99B-0019D1879648 | NetBSD LFS                      | Розділ з файловою системою LFS (NetBSD)                             |

Примітка: Наведена вище таблиця не вичерпує всіх існуючих GUID – визначено також інші (наприклад, розділи HP-UX з GUID 75894C1E-3AEB-11D3-B7C1-7B03A0000000 для даних та E2A1E728-32E3-11D6-A682-7B03A0000000 для службового розділу HP-UX, розділи IBM GPFS, спеціальні розділи ChromeOS тощо). Однак у межах типового використання ПК наведені типи зустрічаються найчастіше. GUID з префіксом 6A**...-1DD2-11B2-99A6-080020736631 – це стандартні GUID для ОС на основі Solaris/illumos (вони відрізняються останніми байтами для /usr, /var, /home та інших), а з префіксом 516E7C**-6ECF-11D6-8FF8-00022D09712B – для BSD-систем.

## Відмінності у використанні типів розділів різними ОС
Різні операційні системи по-своєму інтерпретують і призначають типи розділів. В середовищі MBR це особливо помітно, оскільки код типу – фактично умовний байт, і кожна ОС обирала “вільні” значення для своїх потреб:
- DOS/Windows (MBR): Історично використовувалися коди для FAT12/16/32 і NTFS. Для сумісності з різними версіями DOS/Windows з’явилося кілька кодів для FAT: окремо для FAT16 малих і великих об’ємів, для FAT32 з LBA і без тощо. Windows NT і пізніші (2000, XP, 7) використовують код 0x07 для основних розділів NTFS (і він же охоплює exFAT). Спеціальний прихований розділ відновлення Windows отримав код 0x27. Починаючи з Windows 2000 з’явилося поняття динамічного диска – на MBR йому відповідає код 0x42 (такі розділи не монтуються як окремі, а об’єднуються в динамічний том). На GPT-схемі Windows застосовує стандартні GUID: основні томи як “Microsoft Basic Data”, службовий MSR (один на диск) і розділ EFI для завантаження. Windows не буде працювати з розділом, якщо його тип не відповідає очікуваному: наприклад, NTFS-том з нестандартним MBR-кодом Windows не змонтує. На GPT-системах Windows вимагає наявності ESP (EFI System Partition) для завантаження в режимі UEFI і MSR для внутрішніх цілей управління диском (цей розділ не має файлової системи і не видимий користувачу)[3].
- Linux: Linux-системи, як правило, менш залежні від коду типу. Історично Linux позначав свої розділи кодом 0x83 для всіх файлових систем і 0x82 для розділу підкачки. Linux-ядро може розпізнати і змонтувати практично будь-яку файлову систему на розділі, навіть якщо код типу “чужий” – він радше використовується для зручності та індикації. Проте інсталятори і утиліти розбиття диска (fdisk, cfdisk, parted) встановлюють “правильні” коди: наприклад, EXT4-розділ – 0x83, swap – 0x82, програмний RAID – 0xFD (Linux RAID autodetect, щоб ядро автоматично виявило RAID-масив при завантаженні), LVM – 0x8E тощо. У GPT Linux дотримується загальноприйнятих GUID: виділено GUID для Linux filesystem (0FC63DAF-…), для Linux swap (0657FD6D-…), LVM, RAID та інші. Сучасні дистрибутиви також можуть підтримувати спеціалізовані GUID відповідно до Discoverable Partitions Specification – наприклад, окремі GUID для розділу /home, /srv, розділу /boot (XBOOTLDR) тощо, що дає змогу системі автоматично виявляти призначення розділу. Але ці типи не є обов’язковими – Linux однаково розпізнає розділ за фактичним вмістом (сигнатурою файлової системи), а не лише за GUID.
- macOS (Apple): Старі комп’ютери Apple (до 2006 р.) взагалі не використовували MBR/GPT, а мали свою схему Apple Partition Map (APM). На сучасних Mac з 2006 р. Apple перейшла на GPT. Для сумісності з Windows (Boot Camp) Mac іноді створює гібридну MBR: дублює деякі GPT-розділи у вигляді записів MBR, щоб BIOS-завантажувач Windows міг їх побачити. У такому випадку розділ macOS (HFS+) у MBR позначається кодом 0xAF, а розділ Windows – 0x07, при цьому основною залишається GPT. В самій GPT всі розділи мають Apple GUID: для HFS+ (Mac OS Extended) – 48465300-...-00306543ECAC, для APFS – 7C3457EF-...-00306543ECAC, для розділу Recovery – 426F6F74-...-00306543ECAC тощо. Mac EFI-завантажувач шукає саме розділ з GUID EFI System Partition для запуску (звідти завантажується boot.efi). На відміну від Windows, macOS не потребує MSR-розділу, але може створювати власні службові розділи (Recovery HD, Preboot APFS тощо) зі своїми GUID.
- BSD-сімейство: FreeBSD, OpenBSD, NetBSD при встановленні на BIOS-системах можуть використовувати MBR (традиційно вони називають розділи slice). FreeBSD має код 0xA5, OpenBSD – 0xA6, NetBSD – 0xA9 для своїх розділів. Всередині таких “слайсів” вони створюють свою внутрішню мітку диска (disklabel) з дрібнішими розділами. При використанні GPT кожна з цих ОС має визначені GUID: FreeBSD використовує окремі GUID для boot, swap, UFS, ZFS тощо (починаються на 516E7CB4-6ECF-11D6-8FF8-00022D09712B… для різних типів); OpenBSD і NetBSD також мають власні GUID (наприклад, для NetBSD swap, FFS, LFS наводилися вище). Загалом *BSD-системи все ширше переходять на GPT, і їхні завантажувачі (як і Linux) підтримують UEFI.
- Інші системи: На PC-платформі зустрічаються й інші типи розділів. Наприклад, Solaris (System V R4) на MBR використовувала код 0xBF (або 0xBE для старих версій). На GPT для Solaris зарезервовано серію GUID, що починаються з 6A (наведені в таблиці). Вбудовані ОС та спеціалізовані пристрої (напр. системи на базі Linux для NAS, Windows CE, тощо) теж можуть мати власні коди/GUID, але вони рідко трапляються на звичайних ПК.

## Інтерпретація типів розділів у BIOS vs UEFI
Роль типів розділів особливо проявляється на етапі завантаження системи, де поведінка старого BIOS і сучасного UEFI відрізняється:
- BIOS (Legacy BIOS): Класичний BIOS працює тільки з MBR. Він читає перший сектор диска і виконує завантажувальний код MBR, який вже сам аналізує таблицю розділів. BIOS не зважає на “тип” розділу безпосередньо – для нього важливо, щоб у таблиці розділів був позначений активний (bootable) розділ. Біт активності зберігається окремо (прапорець в першому байті запису, 0x80 означає активний). Завантажувач MBR (напр. стандартний MS-DOS/Windows MBR) шукає запис з цим прапорцем і передає керування у завантажувальний сектор відповідного розділу. При цьому традиційний BIOS-завантажувач може враховувати тип: наприклад, стандартний MBR Windows відмовляється завантажуватися, якщо активний розділ має не підтримуваний тип файлової системи (наприклад, не FAT/NTFS). Однак BIOS як прошивка не “розуміє” значень типів розділів – вся логіка в MBR-коді або в завантажувачах.
- UEFI: Сучасна прошивка UEFI натомість орієнтована на GPT. Для завантаження UEFI шукає на диску EFI System Partition (ESP) – розділ з відповідним GUID типу (вказаним у специфікації). Цей розділ має містити файлову систему FAT32 і завантажувальні файли EFI. Отже, тип розділу тут критично важливий – UEFI-фірмвар визначає системний розділ саме за його GUID. Якщо диск не GPT (наприклад, з MBR-розміткою), багато UEFI-систем все одно здатні його прочитати через режим сумісності (CSM), але для власне UEFI-завантаження потрібен ESP. Існує можливість розмітити диск MBR і створити на ньому розділ типу 0xEF (EFI System Partition) – деякі UEFI можуть розпізнати такий розділ на MBR-диску (це використовується для завантажувальних флешок з комбінованою підтримкою BIOS/UEFI). Однак на постійних носіях UEFI-систем зазвичай використовується GPT.
- Захисний MBR: Для забезпечення сумісності GPT-диск містить так званий Protective MBR. Перший сектор GPT-диска відформатований під виглядом MBR з одним розділом типу 0xEE, що охоплює весь диск. Це зроблено, щоб старі утиліти, які не знають про GPT, бачили диск “зайнятим” і не переписували таблицю розділів помилково. BIOS, завантажуючись з GPT-диска, за замовчуванням не зможе стартувати ОС (бо немає традиційного активного розділу і VBR). Але якщо UEFI-прошивка в режимі CSM (Compatibility Support Module) підтримує GPT, вона може дозволити завантаження через спеціальний GRUB. Зазвичай для BIOS-завантаження з GPT Linux-системи створюють маленький розділ типу BIOS Boot (без файлової системи, ~1 МБ) – туди GRUB записує свою Stage 2 (core image). Цей розділ має GUID 21686148-6449-6E6F-744E-656564454649 і позначається прапором “bios_grub” у деяких утилітах. Windows же у режимі BIOS не підтримує завантаження з GPT – 32-бітні версії і більшість BIOS-програм працюють лише з MBR.

Отже, в середовищі BIOS/MBR код типу грає роль маркера для ОС, але не є безпосередньо критичним для прошивки (крім випадку активного розділу та поведінки MBR-завантажувача). В UEFI/GPT же тип розділу (GUID) є визначальним для прошивки при пошуку завантажувального розділу і для ОС при розпізнаванні службових розділів. В обох випадках коректне встановлення типів розділів – важлива частина розмітки диска, що забезпечує сумісність та правильну роботу мультизавантаження і системних утиліт.